# Narcís Feliu de la Penya
Narcís Feliu de la Penya (Barcelona, fecha incierta - ibídem, 1710) fue un abogado, economista y publicista español.

## Biografía
Nacido  en  Barcelona  hacia  octubre  o  noviembre  de  1646,  era  el  heredero  de  una  familia  que  tenía  sus  orígenes  en  la  villa  de  Mataró.  El  abuelo  de  Narcís,  Narcís Feliu de la Penya Carcassés, se vio obligado a mudarse a Barcelona porque al no ser el primer hijo no le quedaba otra opción para ganarse la vida.  Como  muchos  otros,  eligió  Barcelona  como  destino  y  en  la  capital  trabajó de corderero, se casó y tuvo cuatro hijos. Uno de estos, también de nombre Narcís (1603-1665), supo aprovechar los contactos creados por su padre y se convirtió en un exitoso hombre de negocios. Llegó a acumular un patrimonio que en 1661 se estimaba en 12.836 libras y que en 1655 había llegado  a  alcanzar  las  80.307  libras,  además  de  la  compra  de  distintos  bienes  inmuebles.  Aceptado  en  1637  en  la  matrícula  de  los  mercaderes,  fue  elegido  en  1644  -en  pleno  período  de  separación  durante  el  gobierno  francés-  cuarto  consejero  del  Consejo  de  Ciento76.Acabado  el  conflicto  y  reincorporado  el  Principado  a  la  monarquía  española  en  1652,  no  sufrió  ningún  tipo  de  represión  y  su  nombre  se  mantuvo  en  las  bolsas  de  los  mercaderes. Narcís se casó en 1642 con María Farell Blai y tuvo dos hijos, Narcís  y  Salvador.  Al  morir  la  madre  el  dos  de  octubre  de  1672,  Narcís  Feliu de la Penya Farell recibió una conspicua herencia que le garantizaba la posibilidad de no trabajar para vivir. Además Narcís tuvo también una alta formación cultural al frecuentar el Estudio General de Barcelona, en la que cursó  derecho.  Tener  este  título,  en  la  Barcelona  de  la  segunda  mitad  del  siglo xvii, le situaba en una clase social muy elevada, casi correspondiente a la de los nobles.
La  disponibilidad  económica,  los  contactos  familiares  y  la  formación  cultural  fueron  claves  para  el  desarrollo  del  principal  proyecto  de  la  vida  de  Narcís  Feliu,  una  reforma  económica  del  Principado.  En  los  años '70,gracias  al  presidente  del  Consejo  de  Aragón  Pedro  Antonio  de  Aragón, entró  en  contacto  con  el  proyecto  de  la  Junta  de  Comercio  que  se  estaba  desarrollando en Madrid. Inspirado por las teorías arbitristas, este proyecto tuvo una vida atormentada a causa de la complicada situación política, ya el débil estado de salud del rey Carlos II colocaba como tema prioritario su sucesión, más que el económico. Con distintas pausas la Junta duró desde 1679 hasta 1707, período durante el cual se hizo también el intento de crear juntas locales, una de las cuales funcionó en Barcelona a partir de 1692 bajo la dirección de Narcís Feliu. El objetivo de la Junta de Comercio fue aplicar una serie de reformas típicamente mercantilistas: la promoción del sector industrial,  identificado  como  clave  para  la  recuperación,  ya  que  gracias  a  él se podía dejar de importar productos acabados extranjeros; el envío de hombres a otros países para aprender nuevas técnicas textiles; la promoción de obras públicas para mejorar las comunicaciones internas;la financiación de  compañías  de  comercio  protegidas,  al  estilo  de  las  de  Holanda  e  Inglaterra; las limitaciones de varios tipos en la importación y el consumo de  productos  extranjeros. La  Junta  funcionaba  con  miembros  políticos  provenientes  de  distintos  consejos  de  la  monarquía  y  de  otros  llamados  técnicos que debían aportar conocimientos específicos para desarrollar los distintos  proyectos.  Y  precisamente  como  miembro  técnico  se  incorporó  el 13 de mayo de 1684 Narcís Feliu de la Penya, aunque podemos fechar el inicio  de  su  colaboración  como  mínimo  a  partir  de  1679.  Efectivamente,  al  final  de  la  década  de  los '70  Feliu  ya  estaba  en  activo  en  proyectos  relacionados  con  los  de  la  Junta  de  Comercio.  En  particular,  se  ocupó  de  la  renovación  del  sector  textil,  enviando  a  otros  países  personas  de  su  confianza para aprender las técnicas de las new draperies, abriendo fábricas para  producirlas  e  intentando  innovar  los  procedimientos  de  tinturas:  con  Bernat  Aymeric  Cruïlles  publicó  en  1691  el  Remallet  de  Tintures,  pequeña obra donde se recuperaba la memoria de las técnicas de tinturas tradicionales y se daban a conocer otras nuevas. También era innovador el modo en el que Feliu quería producir estos tejidos, que superaba al antiguo sistema de los gremios: siguiendo los patrones de la Junta, Feliu avanzaba el  dinero  necesario  para  montar  las  fábricas,  ocupándose  de  lo  que  hoy  llamamos know how -de ahí la financiación del espionaje industrial- y start up; una vez puesta en marcha la producción, la monarquía hubiera dado su apoyo, garantizando un monopolio en la venta del producto, gracias al cual se podía recuperar la inversión inicial. De este modo se pretendía solucionar en  modo  práctico,  a  través  de  una  medida  típicamente  mercantilista,  lo  que hasta el momento había sido, como hemos visto, solamente una queja de  los  gremios:  fabricar  en  el  Principado  en  lugar  de  importar  productos  acabados. A realizarse, el proyecto hubiera sido también uno de los primeros casos  de  putting-out  system  de  la  monarquía  española,  ya  que  Feliu  tenía  contactos  tanto  con  los  productores  de  las  materias  primas  como  con  los  minoristas  que  comercializarían  el  producto  final. El  medio  que  Feliu  tenía pensado para realizar este ambicioso proyecto era la creación de una gran compañía comercial -lo veremos a continuación hablando de su obra el Fénix  de  Cataluña-,  que  al  final  no  pudo  realizarse  sino  en  forma  muy  redimensionada respecto a la idea inicial, con la creación de la Compañía de  la  Santa  Cruz  en  1690.  El  sitio  de  Barcelona  de  1697  que  concluyó  la  Guerra  de  los  Nueve  Años  (1688-1697)  marcó  el  final  de  los  proyectos  económicos de Feliu y, en muchos aspectos, también de los de la Junta de Comercio, por mucho que oficialmente funcionó hasta 1707: la prueba de fuerza demostrada por Luis XIV en el conflicto y el empeoramiento de las condiciones  de  salud  de  Carlos  II  ya  no  dejaban  margen  al  reformismo económico y ponía en el orden del día la cuestión sucesoria, que en apenas cinco años habría llevado a la Guerra de Sucesión Española.Acabado  el  sitio,  Narcís  Feliu  se  dedicó  a  la  política  convirtiéndose  en  uno  de  los  más  destacado  austracistas  catalanes,  por  la  que  sufrió  la  represión  del  Virrey  Velasco  después  del  primer  intento  de  invasión  del  Principado por parte de Jordi Hessen Darmstadt en mayo de 1704. Después de pasar en la prisión un año y cuatro meses, fue liberado tras la llegada a Barcelona  de  las  tropas  del  Archiduque  Carlos  el  veintidós  de  agosto  de  1705.  En  la  Cataluña  ocupada  por  los  aliados,  Feliu  cobró  los  resultados  de su militancia: el Archiduque, ahora Carlos III, le nombró su secretario personal, cargo que rechazó para dedicarse a la redacción de una historia propagandística  del  Principado  de  Cataluña,  los  Anales  de  Cataluña;  en  1706 recibió el título de Caballero del Orden de Santiago y en las Cortes de 1705-1706 ejerció de abogado real. Murió el 14 de febrero de 1712.

## Obras
- Político discurso... a S. M. suplicando mande y procure impedir el sobrado trato y uso de algunas ropas extranjeras que acaban el comercio y pierden las artes en Cataluña, 1681 (publicado a instancias de los gremios de Barcelona).
- Fénix de Cataluña, 1683 (coautor con el mercader de lienzos Martín Piles).
- Anales de Cataluña, 1709 (obra a la que se dedicó después de su paso por prisión).

## Ideas económicas
Cercano al arbitrismo que se había desarrollado en la Corona de Castilla desde finales del siglo XVI y al colbertismo francés, es explícitamente proteccionista, partidario de la sustitución de importaciones y de la fundación de una compañía privilegiada de comercio con América con base en Cataluña